# DGUV job
DGUV job ist ein Service für Personal- und Arbeitsvermittlung der Deutschen Gesetzlichen Unfallversicherung (DGUV).

## Geschichte
Eine zentrale Arbeitsvermittlung für die Unfallversicherungsträger wurde zuerst im Jahr 1999 unter dem Namen job.bg als Pilotprojekt bei zunächst nur einem der sechs Landesverbände des Hauptverbandes der gewerblichen Berufsgenossenschaften (HVBG), dem Landesverband Nordost, eingeführt. Ab 2000 wurde der Service für Personal- und Arbeitsvermittlung auch im Landesverband Südwest angeboten. Nach der Fusion der beiden Spitzenverbände und Gründung der DGUV zum 1. Juli 2007 wurden die Landesverbände in die Abteilung Reha und Leistungen der DGUV integriert. Seit 1. Juli 2009 wird der Service von allen Landesverbänden der DGUV kostenlos zur Verfügung gestellt.
Im Jahr 2010 folgte die Umbenennung von job.bg in DGUV job.

## Aufgaben und Tätigkeitsfelder
DGUV job unterstützt die Berufsgenossenschaften und Unfallkassen bei ihrer gesetzlichen Aufgabe, ihre Rehabilitanden beruflich wieder einzugliedern. Wird aufgrund der Folgen eines Arbeitsunfalls oder einer Berufskrankheit eine berufliche Umorientierung erforderlich, ist die Arbeitsvermittlung durch DGUV job ein weiteres Instrument zur Wiedereingliederung. Die Berufsgenossenschaft oder die Unfallkasse erteilt mit Einverständnis des Rehabilitanden dem jeweiligen Landesverband den Auftrag, einen passenden Arbeitsplatz zu vermitteln.
Insbesondere über ein Arbeitgeber-Netzwerk und das Internet werden unter Berücksichtigung von Qualifikationen, Handicaps und Interessen des Einzelnen passende Tätigkeiten gesucht und gegebenenfalls vermittelt. Die Bewerber werden in vermittlungsrelevanten Bereichen (z. B. mit Blick auf das Bewerbungsverfahren und die dazu erforderlichen -unterlagen, Chancen und Grenzen des Arbeitsmarktes) beraten. Arbeitgeber können offene Stellen kostenfrei direkt bei DGUV job melden. 
DGUV job vermittelt  finanzielle Förderungsmöglichkeiten zur Einarbeitung und Qualifizierung von zukünftigen Mitarbeitern aus dem Bewerberpool von DGUV job. Die Vermittlungsquote liegt bei „durchschnittlich mehr als 30 Prozent“ der Betroffenen.